# Kipía
Kipía (Kipia) är en ort i Grekland.   Den ligger i prefekturen Nomós Kaválas och regionen Östra Makedonien och Thrakien, i den nordöstra delen av landet, 300 km norr om huvudstaden Aten. Kipía ligger 181 meter över havet och antalet invånare är 325.
Terrängen runt Kipía är kuperad åt sydost, men åt nordväst är den bergig. Runt Kipía är det ganska glesbefolkat, med 47 invånare per kvadratkilometer. Närmaste större samhälle är Kavála, 18,0 km öster om Kipía. I omgivningarna runt Kipía växer i huvudsak blandskog.